# لارا كروفت جو
لارا كروفت جو Lara Croft Go هي لعبة فيديو ألغاز تعتمد على الأدوار في سلسلة توم ريدر، حيث يقوم اللاعب بتحريك لارا كروفت كقطعة ألغاز من خلال لعبة لوحة مع تجنب العقبات والتلاعب بالبيئة، طورت Square Enix Montreal اللعبة كخليفة روحية لـ هيتمان غو لعام 2014، وبناءً على امتياز آخر لـ سكوير إنكس. أصدرت الشركة Lara Croft Go في أغسطس 2015 لأجهزة Android وآي أو إس ومايكروسوفت ويندوز وويندوز فون. وتم الكشف عن إصدار لجهاز بلاي ستيشن 4 وبلاي ستيشن فيتا في نوفمبر 2016. تم إصداره على Steam في 4 ديسمبر 2016.
تلقت اللعبة تقييمات إيجابية بشكل عام، حيث أشاد النقاد بجمالياتها وتصميم الألغاز وخلاصه للمسلسل، لكنهم انتقدوا قصر اللعبة وشككوا في درجة صعوبتها، تم اختيارها لجائزة Apple Design لعام 2016، وأفضل لعبة iPhone لعام 2015 من Apple، وأفضل لعبة محمولة / محمولة في جوائز اللعبة 2015 .

## طريقة اللعب
Lara Croft Go هي لعبة فيديو ألغاز تعتمد على الأدوار، تشبه طريقة اللعب والتحكم الأساسية الخاصة بها سابقتها هيتمان غو، حيث تتكون المستويات من عقد وخطوط مترابطة، ويتحكم اللاعب في بطلة المسلسل لارا كروفت.
يتناوب اللاعب والبيئة حيث يستريح أحدهما بينما يتحرك الآخر، وأثناء دور اللاعب يحرك اللاعب كروفت وحدة واحدة بين العقد المتصلة في الاتجاه المحدد. بينما يستقر كروفت في العقدة يتناوب الأعداء والعقبات على اللوحة في نفس الوقت لتحريك وحدة واحدة في نفس الوقت. بينما اقتصرت المستويات في Hitman Go على المستوى الأفقي تضيف Lara Croft Go حركة عمودية مع خطوات ووجوه منحدرة وتضاريس قابلة للتسلق مدمجة في تصميم المستوى، وتحتوي اللعبة على خمسة فصول وأربعين مستوى في المجموع.
مع تقدم اللاعب تصبح ألغاز اللعبة أكثر تعقيدًا، حيث تقدم المستويات المتتالية آليات لعب جديدة وأنواع أعداء، ويتخذ الأعداء شكل مخلوقات قاتلة مثل الثعابين والسحالي والعناكب العملاقة. ولكل نوع عدو نمط حركة محددة، يمكن جمع العناصر ذات الاستخدام الواحد مثل الرماح على مستويات ثم استخدامها لإرسال الأعداء من مسافة بعيدة.
تشتمل الآليات الأخرى على عوائق مثل الصخور وشفرات المنشار والفخاخ التي يجب تجنبها، ويمكن للاعب تفعيل الروافع التي تحول الجدران والمنصات لفتح المسارات عبر المستوى، وتتميز Lara Croft Go أيضًا بعمليات شراء اختيارية داخل التطبيق، والتي توفر تلميحات للألغاز.

## التطوير والإصدار

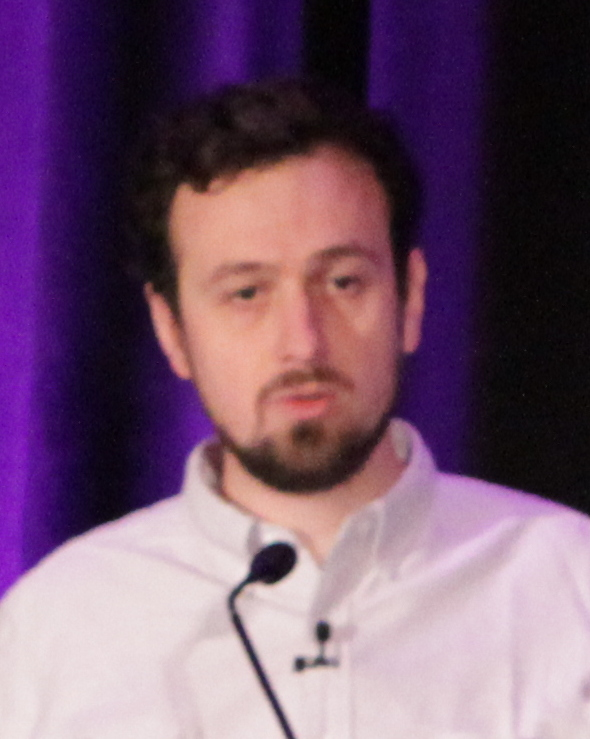
يقدم المدير الفني أنطوان روتون تطور اللعبة في مؤتمر مطوري الألعاب لعام 2016

تم تطوير Lara Croft Go بواسطة Square Enix Montreal وهو استوديو تم تأسيسه لتطوير لعبة هيتمان تربل-A ولكن أُعيد تصميمها لإنشاء ألعاب محمولة للغرب، غادر جميع الموظفين إلى جانب المدير الفني أنطوان روتون ومدير اللعبة دانيال لوتز وبعد شهر من التفكير أقنع لوتز روتون بالعمل على لعبةHitman القائمة على الأدوار، والتي أصبحتHitman Go وتم إصدارها لما اعتبره المطورون أمرًا إيجابيًا.
جاء مفهوم الألغاز السريع القائم على الدور نفسه من التركيز على الجلسات القصيرة مع الحفاظ على الجمالية البصرية للسلسلة المخصصة مثل «لعبة لوحية أنيقة» من خلال العديد من جولات التكرار شعر الفريق أن منتجهم يقطر عناصر الامتياز في أبسط أشكاله.
عند رؤية امتيازHitman مقلصًا إلى عناصره الأساسية رأى فريق التطوير إصدار Lara Croft Tomb Raider كخطوة تالية واضحة، يتألف الفريق من عشرة أشخاص (في المتوسط) وقد كانوا قادرين على العمل بشكل وثيق ورشيق، على غرار فريق التطوير المستقل.
اختار الفريق التصميم البصري الكلاسيكي لـ Tomb Raider بدلاً من تصميم إعادة التشغيل المتسلسل، لكنهم أعادوا بناء تلك السلسلة الجمالية من الذاكرة بدلاً من وثائق التصميم الفعلية، وسعوا إلى إعادة إنشاء لحظات مطاردة من قبل حيوان عملاق أو صخرة. بدلاً من قيود الوقت، وأضاف المطورون طوابق تتصدع مع كل منعطف متتالي لإعطاء إحساس بالإلحاح المستند إلى الوقت.
أكد الفريق أيضًا على طريقة اللعب للاعب للتعلم دون دروس تعليمية ورواية القصص التي لم تقاطع تجربة اللعب، ومقارنة باللعبة السابقة أراد المطورون أن تحتوي ألغاز Lara Croft Go على عدد أقل من العناصر وأن تكون مرئية تمامًا دون التمرير، بحيث يمكن للاعب رؤية الألغاز بالكامل والتركيز بدلاً من ذلك على حل التسلسل الصحيح، وتتبع الكاميرا أيضًا Croft بدلاً من البقاء ثابتة.
تم بناء اللعبة في محرك لعبة Unity والذي مكّن من إنشاء نماذج أولية أسرع عبر العديد من منصات الهواتف الذكية، كما تم تصميمها أولاً ليلائم شاشة iPhone الأصغر - وهو درس مستفاد من Hitman Go والذي تم تصميمها للأجهزة اللوحية. وقد تعاون فريق Square Enix مع مالكي العلامة التجارية Tomb Raider Crystal Dynamics لتناسب ترخيص السلسلة.
تم الإعلان عن Lara Croft Go في يونيو 2015 خلال المؤتمر الصحفي لـ Square Enix E3 2015. وقد تم إصدار اللعبة لأجهزة Android وآي أو إس ومايكروسوفت ويندوز وويندوز فون في 27 أغسطس 2015.

## الاستقبال
| استقبال |                         |
| --- | ----------------------- |
| مجموع النقاط المجموع نقاط ميتاكريتيك iOS: 83/100 [ 3 ] PS4: 84/100 [ 4 ] نتائج المراجعة نشرة نقاط إلكترونك غيمينغ مونثلي 5.0/10 [ 5 ] غيم إنفورمر 8/10 [ 6 ] آي جي إن 8.5/10 [ 7 ] تاتش آركيد iOS: [ 8 ] يو إس غيمر [ 9 ] |                         |
| مجموع النقاط |                         |
| المجموع | نقاط                    |
| ميتاكريتيك | iOS: 83/100 PS4: 84/100 |
| نتائج المراجعة |                         |
| نشرة | نقاط                    |
| إلكترونك غيمينغ مونثلي | 5.0/10                  |
| غيم إنفورمر | 8/10                    |
| آي جي إن | 8.5/10                  |
| تاتش آركيد | iOS:                    |
| يو إس غيمر | [ 9 ]                   |

تلقت اللعبة تقييمات إيجابية بشكل عام، ووفقًا لمجمع مراجعة ألعاب الفيديو ميتاكريتيك. تم تسميتها كأفضل لعبة iPhone لعام 2015 من أبل وذلك «لجمالها وتصميمها الذكي» وفازت بجائزة أفضل لعبة محمولة / محمولة في جوائز اللعبة 2015. كرمت أبل Lara Croft Go بإحدى جوائز Apple Design Awards لعام 2016. وأثنى المراجعون على جماليات اللعبة وتصميم الألغاز، والإخلاص للسلسلة، لكنهم انتقدوا مراحلها القصيرة، وقد اختلف النقاد حول درجة التحدي وإما وجدوها سهلة للغاية، صعبة للغاية، أو مناسبة.
كتب Chloi Rad (آي جي إن) أن اللعبة كانت مسرحية وشبيهة بالديوراما في عرضها والاهتمام بالتفاصيل. وصف Andrew Reiner (غيم إنفورمر) رسوماتها بأنها من بين أفضل ألعاب الهواتف الذكية مظهرًا، من حيوية بيئاتها إلى انسيابية رسومها المتحركة. بينما شعر راد أن اللعبة قدمت القليل من التحدي كشكوى بسيطة، اعتبر راينر أن ألغازها النهائية صعبة بشكل غير متناسب.
انتقد راي كارسيلو منإلكترونك غيمينغ مونثلي انتقد رحيل اللعبة من Hitman-Go ووصف نمط لعبة بأنه «رخيصة... مخيبة» للسلسلة، حيث وجد الألغاز «لائقة» ولكن اللعبة ليست صعبة بشكل خاص ولا تستحق التوصية لعشاق السلسلة.
كان Matt Peckham (وايرد) مرتبكًا أيضًا من مقتنيات اللعبة التي شعر أنها مخفية جدًا وغير ملزمة لجمعها، على الرغم من أن Jaz Rignall (USgamer) اعتبر اللعبة قصيرة الطول ووصفها بأنها متوازنة و«لعبة iOS مثالية». وأضاف ريجنال أن اللعبة تأثرت على ما يبدو بوادي النصب التذكاري.

### الجوائز
| قائمة الجوائز والترشيحات     | قائمة الجوائز والترشيحات     | قائمة الجوائز والترشيحات | قائمة الجوائز والترشيحات |
| جائزة                        | الفئة                        | نتيجة                    |                          |
| ---------------------------- | ---------------------------- | ------------------------ | ------------------------ |
| جائزة Apple Design لعام 2016 | لعبه                         | فوز                      |                          |
| أفضل ما في 2015 لشركة Apple  | لعبة العام                   | فوز                      |                          |
| جوائز اللعبة 2015            | أفضل لعبة محمولة / محمولة    | فوز                      |                          |
| أفضل لقطات IGN لعام 2015     | لعبة الجوال للعام            | فوز                      |                          |
| جوائز DICE                   | لعبة الجوال للعام            | رُشِّح                      |                          |
| جوائز DICE                   | إنجاز متميز في الإخراج الفني | رُشِّح                      |                          |
| جوائز DICE                   | إنجاز رائع في توجيه اللعبة   | رُشِّح                      |                          |

## روابط خارجية
- الموقع الرسمي